# 500000 карбованців
500000 українських карбованців (купонів, купонокарбованців) — номінал грошових купюр України, що ходив на території країни в 1994–1996 роках.

## Опис
Банкноти номіналом 500000 карбованців були виготовлені на Банкнотно-монетному дворі Національного банку України в 1994 році.
Банкноти друкувалися на білому папері. Розмір банкнот становить: довжина 125 мм, ширина — 56 мм. Водяний знак — зображення малого державного герба України.
На аверсному боці банкноти з правого краю розміщено скульптурне зображення князя Володимира Великого з хрестом, зробленого за мотивами пам'ятника князю в Києві. В центральній частині купюри містяться написи (зверху вниз): Україна, Купон, 500000, українських карбованців. В лівій частині банкноти міститься напис Національний банк України, рік випуску 1994 та зображення малого державного герба України — тризуба. Переважаючий колір аверсного боку блакитний.
На реверсному боці банкноти розміщено гравюрне зображення Національного театру опери України імені Тараса Шевченка. Крім того зворотний бік купюри містить позначення номіналу — 500000. Переважаючий колір реверсної сторони — ліловий.
Банкноти введено в обіг 9 грудня 1994 року, вилучено — 16 вересня 1996 року.